# جاش استمبرگ
جاش استَمبرگ (انگلیسی: Josh Stamberg؛ زادهٔ ۴ ژانویهٔ ۱۹۷۰) بازیگر اهل ایالات متحده آمریکا است. وی از سال ۱۹۹۴ میلادی تاکنون مشغول فعالیت بوده‌است.
از فیلم‌ها یا مجموعه‌های تلویزیونی که وی در آن‌ها نقش داشته است می‌توان به شکست، ماشین زمان، کیت و لئوپولد، لژیون، جی. ادگار، لذت بعد از ظهر و وانداویژن اشاره نمود.